# Георгиу, Михня
Ми́хня Георги́у (рум. Mihnea Gheorghiu; 5 мая 1919, Бухарест, Румыния — 11 декабря 2011) — румынский писатель, сценарист, литературовед, критик, переводчик и педагог. Член Румынской академии (1996).

## Биография
В 1963—1965 председатель Совета по кинематографии. Президент Академии социальных и политических наук. Заведующий кафедрой театроведения и киноведения Института им. Караджале. Профессор. Перевёл на румынский язык произведения Шекспира, Гарсиа Маркеса и других. Член РКП с 1939 года. Член ЦК РКП с 1969 года.

## Избранная фильмография

### Сценарист
- 1962 — Франко-порт / Porto-Franco (по роману Жана Барта)
- 1962 — Тудор / Tudor
- 1966 — Под созвездием Девы / Zodia Fecioarei
- 1972 — Потерянный лес / Padurea pierduta (в советском прокате «Погибший лес»)
- 1973 — Кантемир (Дмитрий Кантемир) / Cantemir
- 1975 — Гиперион / Hyperion
- 1975 — Румынский мушкетёр / Muschetarul român
- 1978 — Тэнасе Скатиу / Tănase Scatiu (по Дуилиу Замфиреску, в советском прокате «Летняя история»)
- 1980 — Буребиста / Burebista

## Награды
- Национальный орден «За заслуги» (Румыния)